# La Double Vie (album Jean-Roger Caussimon)
 (avril 2017).
Si vous disposez d'ouvrages ou d'articles de référence ou si vous connaissez des sites web de qualité traitant du thème abordé ici, merci de compléter l'article en donnant les références utiles à sa vérifiabilité et en les liant à la section « Notes et références ».
Pour les articles homonymes, voir Double vie.
Albums de Jean-Roger Caussimon
Papy rock
(1979) Jean-Roger Caussimon au cabaret du Lapin Agile
(2003)
La Double Vie est le titre du livre de mémoires posthume de Jean-Roger Caussimon. Il est accompagné d'un CD contenant des enregistrements inédits ou introuvables de 1946 à 1981.

## Titres
Entre parenthèses le nom de l'interprète lorsque ce n'est pas Jean-Roger Caussimon.
| No  | Titre                                                   | Durée |
| --- | ------------------------------------------------------- | ----- |
| 1.  | La plus basse basse                                     |       |
| 2.  | Y'avait dix marins                                      |       |
| 3.  | Barbarie... Barbara (Renée Jan et Jean-Roger Caussimon) |       |
| 4.  | Les filles qui font pleurer                             |       |
| 5.  | Les belles nuits (poème)                                |       |
| 6.  | Méfie-toi du clair de lune                              |       |
| 7.  | Les frères naufragés                                    |       |
| 8.  | L'aïeul (poème)                                         |       |
| 9.  | Barbarie... Barbara (Maurice Chevalier)                 |       |
| 10. | M. l'baron est veuf (Marc et André)                     |       |
| 11. | L'illusionniste                                         |       |
| 12. | Jimmy                                                   |       |
| 13. | Ca m'fait rigoler                                       |       |
| 14. | Toi, t'es fleur bleue (Catherine Sauvage)               |       |
| 15. | Deux heures à tuer (Catherine Sauvage)                  |       |
| 16. | La ritournelle (René-Louis Lafforgue)                   |       |
| 17. | Le fils du comique troupier (Philippe Clay)             |       |
| 18. | Monsieur William (Serge Gainsbourg)                     |       |
| 19. | Les camions (Philippe Clay)                             |       |
| 20. | Ma mère                                                 |       |
| 21. | Ne chantez pas la mort (Léo Ferré)                      |       |
| 22. | Sammy, le pianiste noir                                 |       |
| 23. | La Commune est en lutte                                 |       |
| 24. | Complainte de Bouvier l'éventreur                       |       |
| 25. | Paris-Jadis (Jean-Pierre Marielle et Jean Rochefort)    |       |
| 26. | Un soir de mai                                          |       |
| 27. | Les Dom-Tom de l'Amérique                               |       |